# Scytodes univittata
Scytodes univittata là một loài nhện trong họ Scytodidae.
Loài này thuộc chi Scytodes. Scytodes univittata được Eugène Simon miêu tả năm 1882.